# Henry Hazlitt
Henry Hazlitt (født 28. november 1894, død 8. juli 1993) var en liberal filosof, økonom og journalist på The Wall Street Journal, The New York Times, Newsweek, samt The American Mercury. Han anses for at være en del af den såkaldte østrigske skole indenfor økonomi, der blandt andet tæller nobelprismodtager Friedrich Hayek, Murray Rothbard samt Ludwig von Mises.
Henry Hazlitt er mest kendt for sit værk Economics in One Lesson, der er en letlæst og meget klart opbygget introduktion til økonomi set fra den østrigske skoles perspektiv. Han har dog leveret flere andre bøger indenfor økonomi, heriblandt The Failure of the New Economics, hvor han gennemgår John Maynard Keynes' hovedværk kapitel for kapitel. Sidstnævnte værk blev dog aldrig helt så udbredt som han havde håbet på, hvilket kan hænge sammen med, at han ikke har nogen universitetsuddannelse , hvorfor mere prominente økonomer ikke brugte meget tid på ham.
Han har dog alligevel opnået en vis succes, hvilket skyldes hans gode formuleringsevner og let forståelige sprog. Det har resulteret i, at Economics in One Lesson nåede at komme på bestseller listen i Kina .
I Danmark har tidligere statsminister Anders Fogh Rasmussen, mens han politisk gik ind for en minimalstat, været inspireret af Economics in One Lesson, hvilket han gav udtryk for i sit værk Vera og Benefica .

## Bøger
- Thinking as a Science, 1915
- The Way to Will Power, 1922
- A Practical Program for America, 1933
- The Anatomy of Criticism, 1933
- Instead of Dictatorship, 1933
- A New Constitution Now, 1942
- Freedom in America: The Freeman (med Virgil Jordan), 1945
- The Full Employment Bill: An Analysis, 1945
- Economics in One Lesson, 1946
- Economics in One Lesson (Spansk), 1946
- Will Dollars Save the World?, 1947
- Forum: Do Current Events Indicate Greater Government Regulation, Nationalization, or Socialization?, Proceedings from a Conference Sponsored by The Economic and Business Foundation, 1948
- The Illusions of Point Four, 1950
- The Great Idea, 1951 (Kaldet Time Will Run Back i Storbritannien, revideret og genudgivet med denne titel i 1966)
- The Free Man's Library, 1956
- The Failure of the 'New Economics': An Analysis of the Keynesian Fallacies, 1959
- The Critics of Keynesian Economics (ed.), 1960
- What You Should Know About Inflation, 1960
- The Foundations of Morality, 1964
- Man vs. The Welfare State, 1969
- The Conquest of Poverty, 1973
- To Stop Inflation, Return to Gold, 1974
- The Inflation Crisis and How to Resolve It, 1978
- From Bretton Woods to World Inflation, 1984
- The Wisdom of the Stoics: Selections from Seneca, Epictetus, and Marcus Aurelius, 1984
- The Wisdom of Henry Hazlitt, 1993